# Edwin Bernet
Edwin Bernet (Zúrich, 16 de marzo de 1935) es un deportista suizo que compitió en vela en la clase Star. Ganó una medalla de bronce en el Campeonato Europeo de Star de 1964.

## Palmarés internacional
| Campeonato Europeo | Campeonato Europeo | Campeonato Europeo | Campeonato Europeo |
| Año                | Lugar              | Medalla            | Clase              |
| ------------------ | ------------------ | ------------------ | ------------------ |
| 1964               | ND                 | Medalla de bronce  | Star               |